# Marianne Martin
Marianne Martin (Fenton, Michigan, 1 de novembre de 1957) va ser una ciclista nord-americana. Del seu palmarès destaca la victòria final a la primera edició del Tour de França femení.

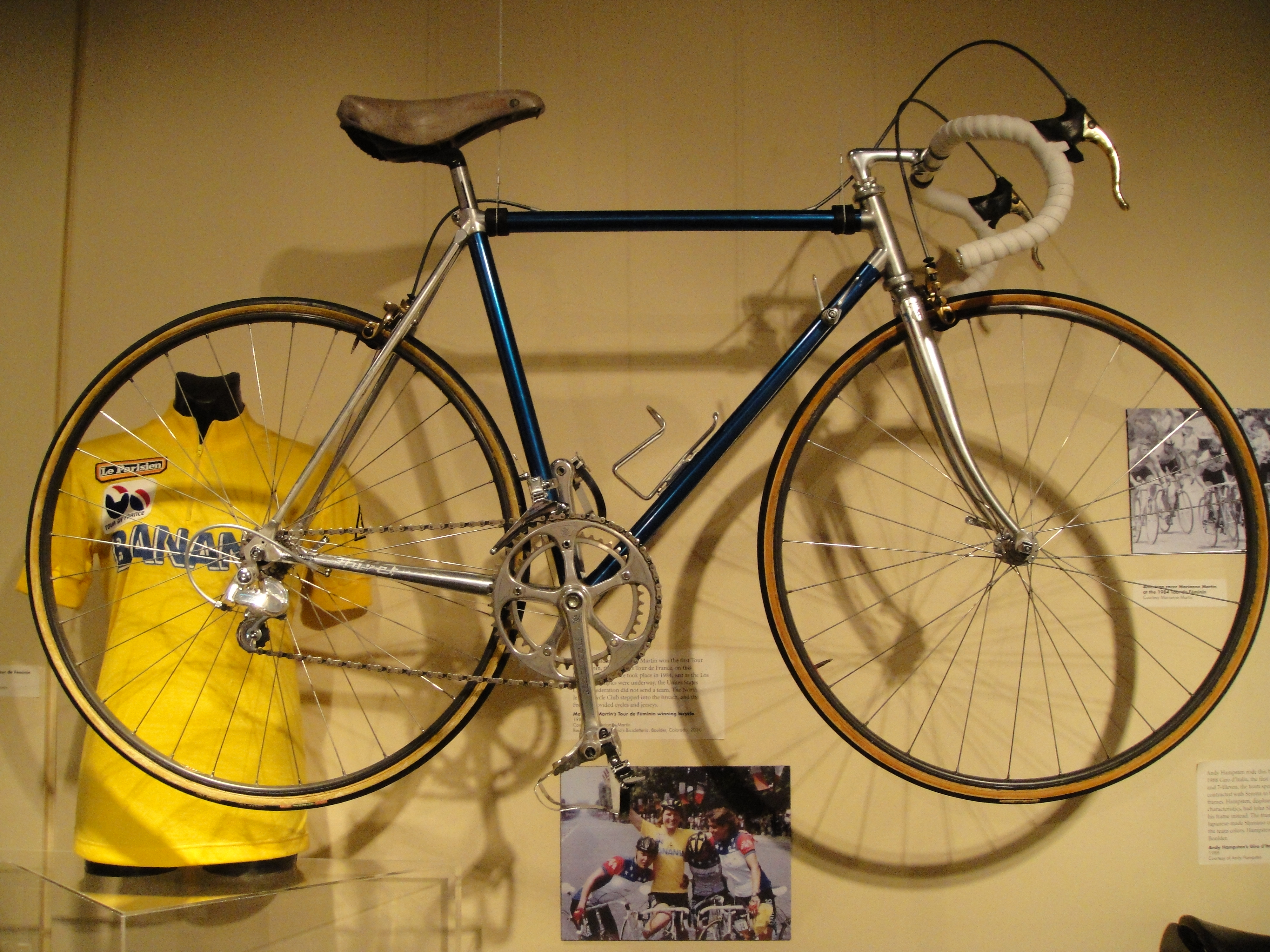
Bicicleta de la seva victòria al Tour de França

## Palmarès
- 1984
  - 1a al Tour de França i vencedora de 2 etapes